# Wettsteinia rotundifolia
Wettsteinia rotundifolia là một loài rêu tản trong họ Adelanthaceae. Loài này được (Horik.) Grolle miêu tả khoa học lần đầu tiên năm 1965.